# Robo Aleste
Robo Aleste (電忍アレスタ, Dennin Aleste) est un jeu vidéo de type shoot them up sorti en 1992 sur Mega-CD. Il a été développé et édité par Compile.